# Duba Konavoska
Duba Konavoska – wieś w Chorwacji, w żupanii dubrownicko-neretwiańskiej, w gminie Konavle. W 2011 roku liczyła 63 mieszkańców.
Leży u podnóża góry Sniježnica.